# لوسین رایچارت
لوسین رایچارت (انگلیسی: Lucienne Reichardt؛ زادهٔ ۱ مهٔ ۱۹۹۱) بازیکن فوتبال اهل پادشاهی هلند است.
وی همچنین در تیم ملی فوتبال Netherlands U19 بازی کرده‌است.